# Pilea nigrescens
Pilea nigrescens es una especie de planta del género Pilea, perteneciente a la familia Urticaceae.

## Taxonomía
Pilea nigrescens fue descrita por Ignatz Urban en 1899.

## Distribución
Se encuentra en el territorio de Jamaica.